# Feld-Trichterling
Der Feld-Trichterling (Clitocybe quisquiliarum) ist ein Pilz aus der Familie der Ritterlingsverwandten (Tricholomataceae) mit kleinen, weißen Fruchtkörpern, der auf Rasen, Wiesen und anderen grasbewachsenen Standorten in Europa und Nordamerika sehr verbreitet ist. Er kann eine potenziell tödliche Menge an Muscarin enthalten.

## Merkmale
Er hat kleine, weißlich oder cremegelb bis blass fleischockerfarbene Fruchtkörper mit einem 2 bis 5 Zentimeter breiten, dünnfleischigen, abgeflachten und auch später kaum niedergedrückten oder aber fast trichterförmigen Hut. Die Hutoberfläche ist matt, weißlich und schwach bereift. Der Rand ist eingebogen, stellenweise leicht gekerbt, jung eingerollt und im Alter wellig. Die gedrängt stehenden Lamellen sind cremeweiß mit ockerfarbenen oder fleischfarbenen Reflexen und sind am Stiel breit angewachsenen oder laufen kurz daran herab. Der Sporenabdruck ist weiß. Der Stiel ist 2 bis 4 Zentimeter hoch und 0,5 bis 1 Zentimeter stark und zylindrisch geformt. Oft ist er außerhalb der Hutmitte angewachsen. Er ist faserig beschaffen, erst vollfleischig und im Alter hohl. Seine Oberfläche ist wie der Hut gefärbt und an der Spitze manchmal bepudert. Das Fleisch ist blass, wässrig und blass fleischfarben und hat einen mehlig-spermatischen Geruch und milden, mehligen Geschmack.
Die Sporen sind hyalin, oval geformt, haben eine glatte Oberfläche und messen 3 bis 4 auf 5 bis 6 Mikrometer.

## Artabgrenzung
Der Feld-Trichterling gehört zu einer Reihe von sehr ähnlichen, giftigen Arten, zu denen auch der Rinnigbereifte Trichterling (Clitocybe rivulosa; neu Collybia rivulosa, siehe dazu unten im Abschnitt Systematik und Taxonomie) gehört. Diese können oft nur von Experten unterschieden werden. Die beiden Arten Collybia rivulosa und Clitocybe quisquiliarum werden zudem in der Literatur oft unterschiedlich interpretiert.
Unerfahrene Pilzsammler, die Nelken-Schwindlinge (Marasmius oreades) oder andere weißhütige Speisepilze wie Maipilz (Calocybe gambosa), Mehlpilz (Clitopilus prunulus), verschiedene weiße Schnecklinge und Ellerlinge oder weiße Egerlinge oder Ritterlinge sammeln, können diese leicht mit sehr giftigen Trichterlingen aus der Verwandtschaft des Feld-Trichterlings verwechseln, da diese teilweise an den gleichen Standorten vorkommen können.

## Verbreitung und Ökologie
Der Feld-Trichterling ist in Europa und Nordamerika verbreitet und häufig. Er lebt als Saprobiont in grasbewachsenen Lebensräumen außerhalb geschlossener Wälder. Er fruchtet von Juli bis November mit oft gesellig, möglicherweise in Hexenringen stehenden Fruchtkörpern. Unglücklicherweise erscheint er oft auf grasbewachsenen Bereichen, wo er von Kindern oder Kleinkindern angetroffen wird. Dies kann das Risiko versehentlichen Verzehrs erhöhen.

## Inhaltsstoffe, Zusammensetzung
Der hauptsächliche giftige Stoff des Feld-Trichterlings ist Muscarin und daher sind die Symptome die einer Muscarinvergiftung, nämlich stark erhöhter Speichelfluss, Schwitzen und Tränenfluss innerhalb von 15 bis 30 Minuten nach Einnahme. Bei großen Dosen können diese Symptome gefolgt sein durch Bauchweh, starke Übelkeit, Durchfall, verschwommene Sicht und schwerfällige Atmung. Vergiftungen klingen im Allgemeinen innerhalb von zwei Stunden ab. Die Todesfolge ist selten, kann aber in schweren Fällen durch Herz- oder Atemversagen eintreten. Das spezifische Antidot ist Atropin.

## Systematik und Taxonomie
1799 beschrieb der britische Naturforscher James Sowerby einen Pilz als Agaricus dealbatus. 1871 wurde der Name von Paul Kummer in die Gattung Clitocybe gestellt und für den Feld-Trichterling verwendet, unter der Annahme, dass das Taxon den Feld-Trichterling beschreibt.  Das Epitheton dealbata ist von dem lateinischen Verb dealbare abgeleitet, welches „übertünchen“ oder „weißen“ bedeutet. Der Name Clitocybe dealbata erwies sich aber als Nomen dubium und somit als ungültig, da Sowerbys Beschreibung nicht mit der friesschen (des Feld-Trichterlings) übereinstimmt. Sowerby hatte einen anderen Pilz, vermutlich aus der Gattung Hemimycena, beschrieben. Der Feld-Trichterling bekam demnach 2014 den neuen Namen Clitocybe quisquiliarum. Das Epitheton ist abgeleitet von dem lateinischen Wort quisquiliae (=Müll, Abfall), wegen der Vorliebe des Pilzes für rekultivierte oder zugewachsene Abfallplätze, überdüngte Wiesen und stickstoffbelastete Ruderalflächen.
Eine Studie aus dem Jahr 2023 ordnet die Art wie andere ehemalige Trichterlinge und Rötelritterlinge auf der Grundlage phylogenetischer Analysen der Gattung Collybia zu. Allerdings wurde das Taxon Clitocybe dealbata, und somit ein Nomen dubium, zu Collybia dealbata umkombiniert. Um welche Art es sich genau handelt, ist bislang uneindeutig. Ebenso umkombiniert wurde die sehr ähnliche Art Clitocybe rivulosa zu Collybia rivulosa. Beide Taxa werden oft als synonym angesehen, allerdings handelt es sich wohl um zwei verschiedene Arten.
Wegen der Vergiftungssymptome ist der Feld-Trichterling im Englischen auch als „sweating mushroom“ („Schwitz-Pilz“) bekannt.